# ثريا قاسمي
ثريا قاسمي (بالفارسية: ثریا قاسمی) هي ممثلة إيرانية، ولدت في 19 ديسمبر 1940 في طهران في إيران.

## وصلات خارجية
- ثريا قاسمي على موقع IMDb (الإنجليزية)
- ثريا قاسمي على موقع قاعدة بيانات الفيلم (الإنجليزية)